# Прострање
Прострање (мкд. Прострање) је насеље у Северној Македонији, у западном делу државе. Прострање припада општини Кичево.

## Географија
Насеље Прострање је смештено у западном делу Северне Македоније. Од најближег већег града, Кичева, насеље је удаљено 28 km јужно.
Прострање је једно од 4 села која чине горњи део Демир Хисара, који је у сливу реке Треске. Село је положено на северним падинама Илинске планине, у сливу невелике Беличке реке, која се улива у реку Треску на северу. Надморска висина насеља је приближно 950 метара.
Клима у насељу је планинска због знатне надморске висине.

## Становништво
Прострање је према последњем попису из 2002. године имало 31 становника.
Већинско становништво су етнички Македонци (100%).
Претежна вероисповест месног становништва је православље.